# Station Stavanger
Station Stavanger is een station in Stavanger in het zuidwesten van Noorwegen. Het station ligt aan Sørlandsbanen, en is het eindpunt van zowel de sneltrein naar Kristiansand en Oslo als de stoptreinen van Jærbanen vanuit  Egersund. 